# Achias fabricii
Achias fabricii är en tvåvingeart som beskrevs av Mcalpine 1994. Achias fabricii ingår i släktet Achias och familjen bredmunsflugor. Inga underarter finns listade i Catalogue of Life.